# 나는 자연인이다
《나는 자연인이다》는 MBN에서 방영 중인 교양 프로그램이다. 2012년 8월 22일 첫 방송 이래 MBN의 최장수 교양 프로그램이자 현재 MBN의 대표적인 간판 프로그램이다.

## 역대 출연자

### 고정 출연자
| 역대 | 출연진 및 패널 | 방송 기간              | 방송 회차 |
| ---- | -------------- | ---------------------- | --------- |
| 1대  | 이승윤         | 2012년 8월 22일 ~ 현재 | 1 ~ 현재  |
| 2대  | 윤택           | 2012년 9월 26일 ~ 현재 | 4 ~현재   |

### 내레이션
- 정형석

## 방송 시간
| 방송 채널 | 방송 기간                         | 방송 시간                         | 방송 분량  |
| --------- | --------------------------------- | --------------------------------- | ---------- |
| MBN       | 2012년 8월 22일 ~ 2014년 6월 25일 | 매주 수요일 밤 10시 ~ 11시        | 1시간      |
| MBN       | 2014년 7월 2일 ~ 2014년 12월 24일 | 매주 수요일 밤 9시 50분~ 11시     | 1시간 10분 |
| MBN       | 2015년 1월 7일 ~ 2022년 6월 1일   | 매주 수요일 밤 9시 50분~ 11시     | 1시간 10분 |
| MBN       | 2014년 12월 31일                  | 매주 수요일 밤 9시 40분~ 11시     | 1시간 20분 |
| MBN       | 2022년 6월 8일 ~ 현재             | 매주 수요일 밤 9시 10분~10시 20분 | 1시간 10분 |

## 프로그램 재방송
기타 방송 채널이 늘어났고, 인기리에 재방영되고 있다.

## 참고 사항
- 2010년대 중후반 사이에 평균 시청률은 5% 이상을 유지하고 있다.
- 산에서 불을 피우거나, 관련 법에 의해 처벌을 받을 수 있다.
- 출연자 외에는 개인정보나 프라이버시를 위해 정보가 알 수 없는 특이 사항을 둔다.
- 한국광고주협회에서는 2019 광고주가 뽑은 좋은 프로그램상 시사교양 부문을 선정하였다.
- 벌집제거행위너무위험하니따라하지마라.

## 같이 보기
관련 항목
- 여행

방송 프로그램
- 김영철의 동네 한 바퀴 (KBS 1TV)
- 정해인의 걸어보고서, 한 번쯤 멈출 수 밖에 (KBS 2TV)
- 세계테마기행, 한국기행 (EBS 1TV)
- 정글의 법칙, 공생의 법칙 (SBS TV)
- 오지GO, 여행생활자 집시맨 (MBN)
- 세계도시여행 (MBC 표준FM)